# Заводський (Талицький міський округ)
Заводськи́й (рос. Заводской) — селище у складі Талицького міського округу Свердловської області.
Населення — 43 особи (2010, 64 у 2002).
Національний склад станом на 2002 рік: росіяни — 97 %.